# 江別市立北光小学校
江別市立北光小学校（えべつしりつほっこうしょうがっこう）は、北海道江別市篠津にある市立の小学校である。

## 教育目標
- 明るい態度でみんなと助け合う子ども
- 強い意志で心と体を鍛え合う子ども
- 自ら進んで考えを深め合う子ども

## 沿革
- 1986年4月 篠津、美原、江北の3つの小学校の統合校として開校

## 校章
- 「北の大地に光り輝く小学校」をイメージしている。

## 進学先中学校
- 江別市立江別第三中学校